# Vladkrivovichevite
La vladkrivovichevite è un minerale scoperto nella miniera Kombat in Namibia. Il nome è stato attribuito al professore di mineralogia Vladimir Gerasimovich Krivovichev..

## Morfologia
La struttura cristallina della vladkrivovichevite è analoga a quella di altri ossicloruri stratificati di piombo. La struttura è composta da gruppi a doppio strato di O-Pb con l'interstrato occupato da anioni Cl- e da ottaedri OPb4Mn2 centrati sull'ossigeno le cui otto facce triangolari sono limitate da anioni triangolari di borato BO33-.

## Origine e giacitura
Il minerale si è formato come prodotto finale di un processo idrotermale su minerali sulfurei.